# Cyril Ngonge
Cyril Ngonge (Uccle, 26 maggio 2000) è un calciatore belga, attaccante del Torino, in prestito dal Napoli, e della nazionale belga.

## Biografia
Anche suo padre Michel era un calciatore professionista.

## Caratteristiche tecniche
Ala destra a cui piace accentrarsi per provare la conclusione di mancino, può essere impiegato anche come prima o seconda punta. È dotato di uno spiccato senso del gol.

## Carriera

### Club

#### Club Bruges e Jong PSV
Cresciuto nel settore giovanile del Club Bruges, esordisce in prima squadra il 2 dicembre 2018, in occasione dell'incontro di Pro League vinto 3-0 contro lo Standard Liegi. Nove giorni più tardi esordisce anche in UEFA Champions League, scendendo in campo da titolare nell'incontro della fase a gironi pareggiato per 0-0 contro l'Atlético Madrid.
Il 1º settembre 2019 viene ceduto in prestito al PSV, che lo iscrive nella propria squadra Under-21, lo Jong PSV, militante in Eerste Divisie, la seconda divisione olandese. Segna la sua prima rete in carriera quattro settimane più tardi, nel corso della trasferta persa 5-2 sul campo dell'Excelsior. Divenuto ben presto titolare, disputa complessivamente 22 incontri e segna 7 gol, prima di fare ritorno in Belgio al termine della stagione.

#### RKC Waalwijk e Groningen
Il 1º settembre 2020 viene ceduto a titolo definitivo all'RKC Waalwijk.
Il 2 luglio 2021 si trasferisce al Groningen.

#### Verona
Il 19 gennaio 2023 viene acquistato dal Verona. Il 30 gennaio debutta in Serie A nella partita in casa dell'Udinese conclusasi con il risultato di 1-1. Una settimana dopo, il 6 febbraio, alla seconda presenza in Serie A segna la sua prima rete con gli scaligeri, firmando il gol del pareggio contro la Lazio. Segna vari gol con i veneti, tra cui una doppietta nello spareggio per la salvezza disputato l'11 giugno 2023 al Mapei Stadium di Reggio Emilia contro lo Spezia, vinto dal Verona per 3-1, successo che consente agli scaligeri di rimanere nella massima serie.

#### Napoli
Dopo una prima parte di campionato tra le file del Verona, il 19 gennaio 2024 viene acquistato a titolo definitivo dal Napoli, per circa 18 milioni di euro più bonus, firmando un contratto valido fino al 30 giugno 2028. Esordisce con gli azzurri il 28 gennaio seguente, subentrando a Giacomo Raspadori nella sfida esterna contro la Lazio, terminata col risultato di 0-0. Il 17 febbraio segna il suo primo gol con il Napoli, nella partita pareggiata in casa contro il Genoa (1-1).
Il successivo 26 settembre, in occasione della gara valida per i sedicesimi di Coppa Italia e vinta per 5-0 contro il Palermo, mette a segno la sua prima doppietta con i partenopei, nonché le prime reti nella suddetta competizione. il 23 maggio 2025, grazie al successo casalingo contro il Cagliari (2-0), valevole per l'ultima giornata di campionato, si aggiudica il primo scudetto della sua carriera, il quarto nella storia degli azzurri.

#### Torino
Il 24 luglio 2025 si trasferisce in prestito oneroso al Torino per 1 milione di euro, con diritto di riscatto fissato a 17 milioni. Esordisce con i granata il 18 agosto, disputando da titolare la partita di Coppa Italia contro il Modena, vinta per 1-0.

### Nazionale
Dopo aver militato nelle selezioni giovanili del Belgio, compiendo tutta la trafila dall'Under-15 all'Under-19, nell'ottobre del 2024 riceve la sua prima convocazione in nazionale maggiore. Il 10 dello stesso mese fa il suo esordio contro l'Italia, subentrando al 87' del match valido per la fase a gironi di Nations League e terminato col risultato di 2-2.

## Statistiche

### Presenze e reti nei club
Statistiche aggiornate al 24 luglio 2025.
| Stagione         | Squadra          | Campionato       | Campionato | Campionato | Coppe nazionali | Coppe nazionali | Coppe nazionali | Coppe continentali | Coppe continentali | Coppe continentali | Altre coppe | Altre coppe | Altre coppe | Totale | Totale | Totale |
| Stagione         | Squadra          | Comp             | Pres       | Reti       | Comp            | Pres            | Reti            | Comp               | Pres               | Reti               | Comp        | Pres        | Reti        | Pres   | Reti   |        |
| ---------------- | ---------------- | ---------------- | ---------- | ---------- | --------------- | --------------- | --------------- | ------------------ | ------------------ | ------------------ | ----------- | ----------- | ----------- | ------ | ------ | ------ |
| 2018-2019        | Club Bruges      | D1               | 3+1        | 0          | CB              | 0               | 0               | UCL                | 1                  | 0                  |             | -           | -           | 5      | 0      |        |
| 2019-2020        | Jong PSV         | 1D               | 22         | 7          |                 | -               | -               |                    | -                  | -                  |             | -           | -           | 22     | 7      |        |
| 2020-2021        | RKC Waalwijk     | ED               | 20         | 5          | CO              | 1               | 0               |                    | -                  | -                  |             | -           | -           | 21     | 5      |        |
| 2021-2022        | Groningen        | ED               | 31         | 7          | CO              | 3               | 1               |                    | -                  | -                  |             | -           | -           | 34     | 8      |        |
| 2022-gen. 2023   | Groningen        | ED               | 11         | 3          | CO              | 1               | 0               |                    | -                  | -                  |             | -           | -           | 12     | 3      |        |
| Totale Groningen | Totale Groningen | Totale Groningen | 42         | 10         |                 | 4               | 1               |                    | -                  | -                  |             | -           | -           | 46     | 11     |        |
| gen.-giu. 2023   | Verona           | A                | 14+1       | 3+2        | CI              | -               | -               |                    | -                  | -                  |             | -           | -           | 15     | 5      |        |
| 2023-gen. 2024   | Verona           | A                | 19         | 6          | CI              | 2               | 0               | -                  | -                  | -                  | -           | -           | -           | 21     | 6      |        |
| Totale Verona    | Totale Verona    | Totale Verona    | 34         | 11         |                 | 2               | 0               |                    | -                  | -                  |             | -           | -           | 36     | 11     |        |
| gen.-giu. 2024   | Napoli           | A                | 13         | 1          | CI              | -               | -               | UCL                | 1                  | 0                  | SI          | -           | -           | 14     | 1      |        |
| 2024-2025        | Napoli           | A                | 18         | 0          | CI              | 3               | 2               | -                  | -                  | -                  | -           | -           | -           | 21     | 2      |        |
| Totale Napoli    | Totale Napoli    | Totale Napoli    | 31         | 1          |                 | 3               | 2               |                    | 1                  | 0                  |             | -           | -           | 35     | 3      |        |
| 2025-2026        | Torino           | A                | -          | -          | CI              | -               | -               | -                  | -                  | -                  | -           | -           | -           | -      | -      |        |
| Totale carriera  | Totale carriera  | Totale carriera  | 153        | 34         |                 | 10              | 3               |                    | 2                  | 0                  |             | -           | -           | 165    | 37     |        |

### Cronologia presenze e reti in nazionale
| Cronologia completa delle presenze e delle reti in nazionale ― Belgio | Cronologia completa delle presenze e delle reti in nazionale ― Belgio | Cronologia completa delle presenze e delle reti in nazionale ― Belgio | Cronologia completa delle presenze e delle reti in nazionale ― Belgio | Cronologia completa delle presenze e delle reti in nazionale ― Belgio | Cronologia completa delle presenze e delle reti in nazionale ― Belgio | Cronologia completa delle presenze e delle reti in nazionale ― Belgio | Cronologia completa delle presenze e delle reti in nazionale ― Belgio |
| Data                                                                  | Città                                                                 | In casa                                                               | Risultato                                                             | Ospiti                                                                | Competizione                                                          | Reti                                                                  | Note                                                                  |
| --------------------------------------------------------------------- | --------------------------------------------------------------------- | --------------------------------------------------------------------- | --------------------------------------------------------------------- | --------------------------------------------------------------------- | --------------------------------------------------------------------- | --------------------------------------------------------------------- | --------------------------------------------------------------------- |
| 10-10-2024                                                            | Roma                                                                  | Italia                                                                | 2 – 2                                                                 | Belgio                                                                | UEFA Nations League 2024-2025 - 1º turno                              | -                                                                     | 87’                                                                   |
| Totale                                                                |                                                                       | Presenze                                                              | 1                                                                     |                                                                       | Reti                                                                  | 0                                                                     |                                                                       |

## Palmarès
- Campionato italiano: 1

Napoli: 2024-2025